# Katja Levstik
Katja Levstik, slovenska pevka, gledališka in filmska igralka, * 27. oktober 1944, Ljubljana, † 17. oktober 2018.
Bila je hči igralke Vide Levstik in starejša sestra Barbare Levstik. Leta 1975 je diplomirala na Akademiji za gledališče, radio, film in televizijo v Ljubljani in se leta 1977 zaposlila v ansamblu Ljubljanske Drame, kjer je nastopala do upokojitve. Nastopila je tudi v nekaj filmih slovenske produkcije ter nastopala kot šansonjerka.

## Filmografija
- Pod gladino (2016, celovečerni igrani film)
- Boles (2013, kratki animirani film)
- Prestop (1980, celovečerni igrani film)
- Na papirnatih avionih (1967, celovečerni igrani film)